# District de Juarzon
Le district de Juarzon est une subdivision du comté de Sinoe au Liberia. 
Les autres districts du comté de Sinoe sont :
- Le district de Butaw
- Le district de Dugbe River
- Le district de Greenville
- Le district de Jaedae Jaedepo
- Le district de Kpayan
- Le district de Pyneston